# Alunu
Alunu là một xã thuộc hạt Vâlcea, România. Dân số thời điểm năm 2002 là 4576 người.